# John McAllister Schofield
Pour les articles homonymes, voir Schofield (homonymie).
John McAllister Schofield, né le 29 septembre 1831 à Gerry (New York) et mort le 4 mars 1906 à Saint Augustine (Floride), est un général et homme politique américain. Membre du Parti républicain, il sert pendant la guerre de Sécession puis devient secrétaire à la Guerre entre 1868 et 1869 dans l'administration du président Andrew Johnson et enfin commandant général de l'armée des États-Unis entre 1888 et 1895.

## Biographie

### Études et premières activités
John McAllister Schofield est diplômé de l'académie militaire des États-Unis de West Point en 1853, puis sert pendant deux ans dans l'artillerie et devient professeur assistant de physique expérimentale et de philosophie à West Point de 1855 à 1860. Pendant un congé (1860-1861), il enseigne la physique à l'université de Washington à Saint Louis (Missouri).

### Guerre de Sécession

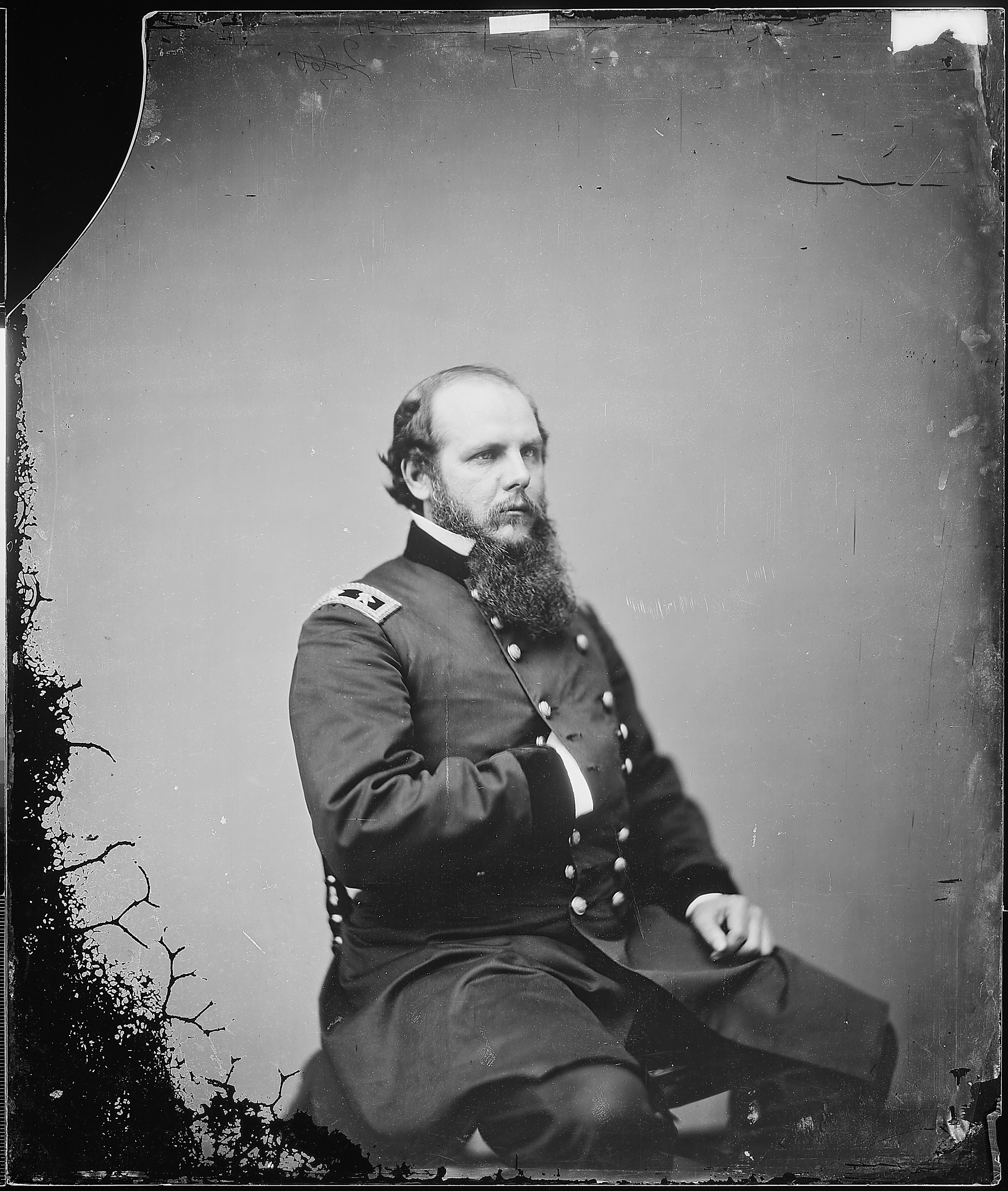
John M. Schofield durant la guerre de Sécession.

Lorsque la guerre de Sécession éclate, il devient major dans un régiment de volontaires du Missouri, et sert comme chef d'État-major du major-général Nathaniel Lyon, jusqu'à la mort de celui-ci au cours de la bataille de Wilson's Creek (Missouri), en août 1861. John McAllister Schofield agit avec une « bravoure remarquable » au cours de la bataille, et en 1892, il est récompensé par la médaille d'honneur pour cette action.
Il est promu au grade de brigadier-général le 21 novembre 1861, puis major-général le 29 novembre 1862. De 1861 à 1863, il effectue diverses missions militaires dans le Missouri.
Le 17 avril 1863, il prend le commandement d'une division du XIVe corps de l'armée du Cumberland. Le 9 février 1864, il prend le commandement du département de l'Ohio, succédant au général John Gray Foster. En 1864, en tant que commandant de l'armée de l'Ohio, il prend part à la campagne d'Atlanta, du major-général William T. Sherman.
Sherman, après la chute d'Atlanta, se lance dans sa marche vers la mer à travers la Géorgie. L'armée de l'Ohio de Schofield est détachée pour rejoindre le major-général George H. Thomas dans le Tennessee où le général confédéré John Bell Hood lance une grande offensive. Le 30 novembre, Hood parvient à lancer une attaque sur l'armée de l'Ohio, isolée et moins nombreuse, à la bataille de Franklin. Schofield réussit à se dégager de l'armée de Hood et à joindre ses forces à celles de Thomas. Les 15 et 16 décembre, Schofield participe à la victoire de Thomas lors de la bataille de Nashville. Pour ses actions à Franklin, il est élevé au grade de brigadier-général de l'armée régulière le 30 novembre 1864, puis au grade de major-général le 13 mars 1865.
Il reçoit l'ordre de seconder Sherman en Caroline du Nord, et Schofield déplace son corps d'armée par train et par mer jusqu'à fort Fisher, en seulement 17 jours. Il occupe ensuite Wilmington le 22 février 1865, participe à la bataille de Kinston le 10 mars, et rejoint finalement Sherman le 23 mars à Goldsboro en Caroline du Nord.

### Après-guerre
Après la guerre, Schofield est envoyé en France, en mission diplomatique spéciale, en rapport avec l'expédition militaire française au Mexique. Au cours de la reconstruction du sud, Schofield est nommé gouverneur militaire de Virginie par le président Andrew Johnson.
De juin 1868 à mars 1869, il est secrétaire à la Guerre des États-Unis, en remplacement d'Edwin M. Stanton et en attente la confirmation de John Aaron Rawlins à sa succession.
En 1873, le secrétaire de la Guerre William Belknap lui confie une enquête secrète sur le potentiel stratégique de la présence des États-Unis aux îles Hawaii. Le rapport de Schofield recommande la création d'un port maritime américain à Pearl Harbor.
De 1876 à 1881, il est surintendant de l'U.S. Military Academy. Durant son mandat de directeur de West Point, un cadet Afro-Américain, Johnson Chesnut Whittaker, passe devant la cour martiale et est expulsé de l'école, pour avoir prétendument feint une agression commise contre lui par d'autres cadets. Une enquête du Congrès sur l'incident conduit à son retrait du poste de surintendant.
Le gouverneur de l’Idaho décrète l'état de siège en 1892 et demande l'intervention des troupes fédérales pour réprimer un important mouvement de grève. À la tête de 1500 soldats, le général Schofield fait arrêter 600 ouvriers et ordonne aux propriétaires de renvoyer tous les ouvriers syndiqués. Quand les mineurs repartirent en grève en 1899, Schofield reproduit la même tactique.
Le 4 mars 1906, il meurt à Saint-Augustine ; il est enterré au cimetière national d'Arlington. Ses mémoires, Quarante-six ans dans l'armée sont publiées en 1897. Son nom a été donné à l'installation militaire Schofield Barracks (Hawaii). Avant sa mort, il était le dernier membre survivant du cabinet présidentiel d'Andrew Johnson.
Depuis, sa mémoire est entretenue à l'académie militaire des États-Unis de West Point et à la United States Air Force Academy par une longue citation que tous les cadets doivent apprendre par cœur. Il s'agit d'un extrait de son discours lors de la remise des diplômes, de la classe 1879, à West Point.

## Medal of Honor
Rang et organisation :
Major, 1er d'infanterie du Missouri. Lieu et date: à Wilsons Creek, Mo., 10 août 1861. Entrée en service à : St. Louis, Missouri. Né le : 29 septembre 1831, Gerry, État de New York. Reçue le: 2 juillet 1892.
Citation
« Was conspicuously gallant in leading a regiment in a successful charge against the enemy. »
En français: « Fit preuve d'une évidente bravoure en conduisant la charge d'un régiment contre l'ennemi. »

## Ouvrage
- Forty-six Years in the Army, John McAllister Schofield, New York, Century Co., 1897. (OCLC 830971)